# Aïn Diss
Ain El Diss là một đô thị thuộc tỉnh Oum el Bouaghi, Algérie. Dân số thời điểm năm 2002 là 2.741 người.